# Bătălia de pe Somme (1916)
Bătălia de pe Somme din 1916 a fost una dintre cele mai lungi și mai sângeroase din Primul Război Mondial, cu mai mult de un milion de morți în ambele părți. Forțele britanice și franceze au încercat să rupă liniile germane pe un front de 40 km la nordul și sudul râului Somme, în nordul Franței. Principalul scop al acestei lupte era ca germanii să aducă trupe de la Verdun. Pierderile de vieți omenești în bătălia de pe Somme au fost în final mai mari decât cele de la Verdun.